# Justicia archeri
Justicia archeri är en akantusväxtart som beskrevs av Emery Clarence Leonard. Justicia archeri ingår i släktet Justicia och familjen akantusväxter. Inga underarter finns listade i Catalogue of Life.